# Trichoniscus albidus
Trichoniscus albidus là một loài chân đều trong họ Trichoniscidae. Loài này được Meinert miêu tả khoa học năm 1880.